# Guillem Guifré
Guillem Guifré (Cerdanya, ? - 24 de gener de 1075) fou bisbe d'Urgell. Membre de la casa comtal de Cerdanya era fill del Comte Guifré II de Cerdanya i de la seva tercera muller Guisla de Pallars, àlies Ermengardis. Els seus germans eren Ramon Guifré, successor en el comtat del seu pare, Guifré arquebisbe de Narbona, Berenguer Guifré, bisbe de Girona, Bernat Guifré, comte de Berga i Arduí.
El seu germà Guifré, arquebisbe de Narbona, treballa perquè l'escollissin bisbe d'aquesta església pagant cent mil sous, obtenint la suma venent béns mobles de l'església de Narbona. Amb discrepàncies de la data d'elecció amb l'historiador Étienne Baluze (1630-1718) que la situa l'any 1042, Villanueva la situa a principis del 1041. Consta efectivament com a bisbe el 1042 quan consagrà l'església de Sant Esteve de Guils.
Guillem Guifré assistí al concili de Narbona del 1043, en què es procedí contra els invasors dels béns del monestir de Cuixà. El 1050 consagrà les esglésies de Sant Joan in castro Castello, i la de Sant Romà de Perles. El 27 de setembre de 1055 assistí al concili convocat pel seu germà a Narbona. El 1057 consagrà l'església de Sant Fèlix, Sant Joan i Sant Pere in castro Alos i la de Sant Sadurní in valle Lordensi in villa de Petra de Sogar. El 12 d'abril de 1065 assistí a la donació de Sança darrera muller del Comte d'Urgell Ermengol III feu a l'església de Sant Pere d'Àger. També assistí al concili de Girona de 1068, presidit pel cardenal Hugo Cándido. L'any següent consagrà l'església de Santa Maria de Mur, fundada pels comtes de Pallars, Ramon i València. L'any 1070 consagrà l'església de Solsona que feu el bisbe amb el seu germà, l'arquebisbe de Narbona. L'obra de construcció fou costejada principalment pel bisbe Guillem Guifré, essent també posseïdor del Castell de Solsona per donació que en feren els comtes Ermengol III i la seva muller Clemència a ell i la seva església. L'octubre de 1073 rebé homenatge dels veïns de Turrefracta (Torrefeta?).
Va acabar el seu pelegrinatge per la terra de manera tràgica. Amb motiu d'un viatge als Pallars, va ser assassinat el 24 de Gener de 1075. Aquest crim va ser imputat a Folch, vescomte de Cardona, per desavinences que aquest va tenir amb el nostre bisbe. El seu cadàver, però, va ser exhumat a la catedral d'Urgell.